# Jarmila Rážová
Jarmila Rážová (* 14. září 1961) je česká hygienička a epidemioložka, od června 2020 do března 2021 hlavní hygienička České republiky, přičemž od března 2020 byla touto funkcí pověřena.

## Profesní kariéra

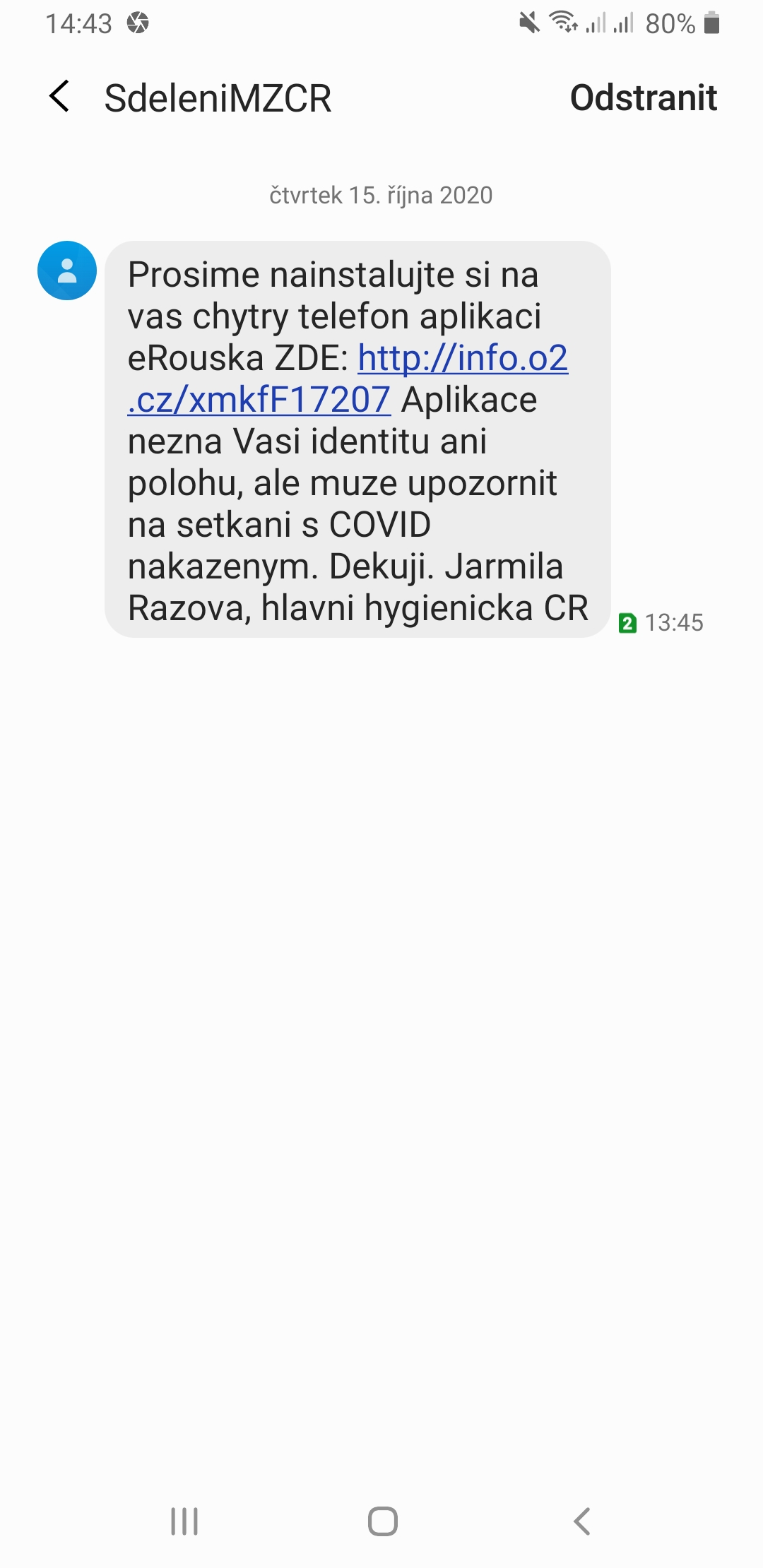
Jarmila Rážová - s pomocí mobilních operátorů - apeluje na uživatele chytrých telefonů se žádostí o instalaci aplikace eRouška.

Vystudovala Lékařskou fakultu hygienickou Univerzity Karlovy, kde získala atestace z hygieny a epidemiologie a z epidemiologie a veřejného zdravotnictví. V rámci doktorského studia absolvovala obor hygiena na Fakultě vojenského zdravotnictví Univerzity obrany, vzdělání si rozšířila také na Stanfordově univerzitě v USA.
Profesi hygieničky začala vykonávat v Okresní hygienické stanici v Nymburce a ve Středočeské krajské hygienické stanici. Od roku 2003 do roku 2007 byla zaměstnána na Ministerstvu zdravotnictví ČR, kde byla vedoucí oddělení a zástupkyní ředitelky odboru. Od roku 2008 do roku 2009 byla náměstkyní ředitele Státního zdravotního ústavu, vedla dvě specializovaná centra. V letech 2009 až 2012 byla náměstkyní pro odbornou činnost Hygienické stanice hl. m. Prahy, kde řídila odbor hygieny dětí a mladistvých.
Dne 12. března 2020, v době probíhající pandemie covidu-19 v Česku, byla Vládou ČR pověřena výkonem funkce hlavní hygieničky ČR. Nahradila tak odvolanou Evu Gottvaldovou. Později zvítězila ve výběrovém řízení na post hlavní hygieničky ČR, kterého se účastnili tři uchazeči, z nichž jeden nesplnil podmínky. Dne 22. června 2020 byla do funkce jmenována Vládou ČR.
Dne 2. září 2020 byla pozitivně testovaná na nemoc covid-19 a umístěna do domácí izolace. Dne 8. března 2021 ji ministr zdravotnictví ČR Jan Blatný odvolal z funkce hlavní hygieničky ČR, a to s účinností ke 14. březnu 2021. Vystřídala ji Pavla Svrčinová. Důvodem této změny byla nespokojenost premiéra ČR Andreje Babiše s prací vysokých úředníků Ministerstva zdravotnictví ČR v době sílící epidemie nemoci covid-19, sám ministr Blatný nechtěl důvod odvolání komentovat.
Od poloviny března 2021 byla z organizačních důvodů zařazena mimo výkon služby, její služební poměr k Ministerstvu zdravotnictví ČR však nadále trval. Než by se pro ni našla vhodná práce měla nárok na 80 % platu, ale nejdéle půl roku. Od května 2021 nastoupila do čela Oddělení nemocniční hygieny a epidemiologie ve Fakultní nemocnici v Motole.